# Lamar Nelson
Lamar Delmarro Nelson là một cầu thủ bóng đá người Jamaica thi đấu cho Arnett Gardens F.C. tại National Premier League Jamaica. Anh cũng được biết đến với tên "Wanka".

## Sự nghiệp câu lạc bộ
Nelson bắt đầu sự nghiệp tại Arnett Gardens F.C..
Năm 2013, Nelson ký hợp đồng với Waterhouse FC tại RSPL. Sau khi nghỉ thi đấu vì phải phẫu thuật đầu gối, vào tháng 6 năm 2015, Nelson trở lại Arnett Gardens.

## Sự nghiệp quốc tế
Anh có màn ra mắt quốc tế cho Jamaica trong trận hòa 0–0 với Martinique ngày 10 tháng 12 năm 2012 ở Cúp Caribe 2012.